# Старосиндровский район
Старосиндровский район — упразднённая административно-территориальная единица в составе Мордовской АССР, существовавшая в 1937—1959 годах. Административный центр — село Старое Синдрово.

## Население
По данным переписи 1939 года в Старосиндровском районе проживало 31 476 чел., в том числе русские — 73,7 %, мордва — 23,8 %, татары — 1,2 %.

## История
Старосиндровский район был образован 10 мая 1937 года в составе Мордовской АССР.
По данным 1945 года район включал 18 сельсоветов: Демино-Полянский, Долго-Верясский, Каймарский, Колопинский, Мордовско-Маскинско-Выселский, Мордовско-Полянский, Ново-Авгурский, Ново-Зубаревский, Ново-Карьгинский, Ново-Синдровский, Ново-Усадско-Выселский, Песочно-Лосевский, Сивиньский, Синдрово-Заводской, Старо-Авгурский, Старо-Рябкиский, Старо-Синдровский и Усть-Рахмановский.
14 марта 1959 года Старосиндровский район был упразднён, а его территория разделена между Ельниковским, Краснослободским, Рыбкинским и Старошайговским районами.

## Экономика
В районе имелись маслозавод, машинно-тракторная станция, типография. Действовали 19 начальных, 9 неполных средних, 2 средних школы, школа для взрослых, 18 библиотек, 16 изб-читален, 20 клубов, детский сад, больница, амбулатория, 3 фельдшерско-акушерских и 4 трахоматозных пункта, роддом. Издавалась газета «Голос стахановца».